# Nicktoons (Reino Unido e Irlanda)
Nicktoons es un canal de televisión por suscripción británico lanzado el 22 de julio de 2002 como Nicktoons TV. Es un canal hermano centrado en dibujos animados de Nickelodeon. El canal transmite serie animada original de Nickelodeon. Al igual que con todas las redes de Nickelodeon a nivel nacional.

## Historia
El 19 de julio de 2002, Nick Jr. se trasladó al canal 624 en Sky, para dejar vacante su número 606 original para que Nicktoons se lanzara el lunes siguiente. Mostraba una pantalla estática con el logotipo de Nicktoons y un aviso que mostraba el nuevo espacio de Nick Jr. Nicktoons se lanzó el 22 de julio de 2002 como "Nicktoons TV".
El 12 de octubre de 2004, Nicktoons TV pasó a llamarse Nicktoons. El cambio de marca presentó a los personajes de Pixel como las primeras mascotas del canal, diseñado por Slomo Productions y dirigido por Filipe Alcada.
A partir del 17 de febrero de 2007, hubo otro cambio de marca con 4 mascotas; Rooftop (un alce), Beat (un ratón/rata), Colin (un cerebro) y Spoon (una criatura parecida a un humano), diseñados por Studio AKA.
El nuevo logotipo de 'cambio de marca mundial' para Nicktoons se presentó el 30 de abril de 2010, con una nueva campaña de imagen presentada el 11 de febrero de 2012. El 21 de junio de 2013, Stu Gamble y StudioEDP crearon algunas identificaciones nuevas tituladas "30 Seconds Of Fame" o simplemente  Se presentó "30SOF" para abreviar, con una persona con forma de monstruo que canta 'moviendo su cuerpo al ritmo' al ritmo de Space Funk de Jeffrey W Wade y Ruben Ayala (Minimal Dancer), un abuelo que rapea y un perro (G-Daddy), un pulpo que es músico (Rocktopuss), una niña con acento británico que lee un libro del cual es Caperucita Roja con su 'gran gob' (Gobby Girl) y un blob cantante que canta la canción Bopalopalama Dipdip  de David Bronze y Josh Phillips (Doo-Wop Blob). Estos identificadores también llegaron junto con el cambio de marca de 2014, y otro lote se denominó "30 Seconds Of Fame 2" o simplemente "30SOF 2" para abreviar en 2015. Sin embargo, estos identificadores se descontinuaron en 2021, aunque todavía están actualmente en uso en Nicktoons Global. El 1 de noviembre de 2014, se introdujeron nuevos identificadores con los ojos y las caras de los personajes de los programas.
En el otoño de 2022, la red asumió varias marcas temporales reflejadas en guía electrónica de programas en concierto con maratones de un mes de duración de varias series, incluido Nick SpongeBob SquarePants,Nick Horrid Henry y Nick Loud House.
El 31 de octubre de 2022, Sky vendió su participación en Nickelodeon UK, incluido Nicktoons, a Paramount.
El 1 de marzo de 2023, Nicktoons volvió a llamarse Nick SpongeBob nuevamente.

## Movimientos de canal de Sky
- El 9 de noviembre de 2020, Nicktoons pasó del 606 al 605 en Sky (Reino Unido), Nick Jr. HD pasó del 615 al 606 en Sky (Reino Unido).

- El 9 de noviembre de 2020, Nicktoons pasó del 606 al 605 en Sky (Irlanda), Nick Jr. pasó del 615 al 606 en Sky (Irlanda).

## Canales hermanos

### Nicktoonsters
El 18 de agosto de 2008, se lanzó un nuevo canal derivado de Nicktoons bajo el título de Nicktoonsters.  El canal era exclusivo de Sky. El canal transmitía programación más antigua que se eliminó del horario principal de Nicktoons antes del lanzamiento. Tomó la mitad del tiempo de un espacio de canal compartido con Comedy Central Extra +1. El canal cerró el 31 de julio de 2009 y fue reemplazado por un timeshift de 1 hora de Nicktoons, Nicktoons Replay el 1 de agosto de 2009.

### Nicktoons Replay
Un feed +1 de Nicktoons conocido como Nicktoons Replay se lanzó en lugar de Nicktoonsters el 1 de agosto de 2009. Era conocido como Nicktoons +1. El canal se suspendió el 1 de octubre de 2012, con Comedy Central Extra +1 nuevamente en control total del tiempo de transmisión del canal. La antigua posición EPG de Nicktoons Replay se usó para lanzar un cambio de tiempo de una hora de Nick Jr., titulado Nick Jr. +1.

### Nicktoons Irlanda
El 13 de septiembre de 2012, se anunció que Sky lanzaría una fuente irlandesa de Nicktoons. Se lanzó el 16 de octubre de 2012.

## Programación

### Bloques de programación
En 2004, cuando Nicktoons TV amplió su horario, el horario de 19:00 a 22:00 se denominó Toonz2Nite (ampliado hasta las 23:00 en noviembre de 2005). Este tenía una presentación distinta y separada del canal principal, y los programas que se mostraban generalmente estaban dirigidos a niños mayores. La cadena comenzó a transmitir programas de NickSplat el 9 de enero de 2017 hasta que se detuvo por razones desconocidas alrededor de febrero de 2017.[cita requerida]

## Logotipos

30 de abril de 2010 hasta el 1 de noviembre de 2014
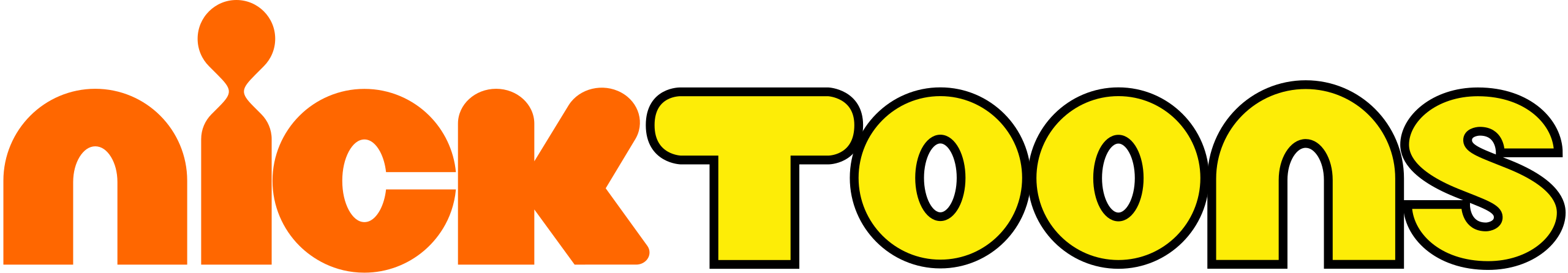
1 de noviembre de 2014 hasta el 1 de mayo de 2024